# 東開普都市鐵路
東開普都市鐵路是南非東開普省的通勤鐵路服務網絡，由南非客運鐵路局的都市鐵路部門營運。其有兩條線路，一條連接伊莉莎白港、迪斯派奇和埃滕哈赫，而另一條則連接東倫敦、姆丹察內和柏林。
與其他使用電聯車的都市鐵路不同，東開普省的服務由柴油機車牽引的十輛客車提供。

## 路線
伊莉莎白港線從伊莉莎白港中部的伊莉莎白港車站開始，沿著伊莉莎白港–布隆方丹主線路向北延伸至史瓦爾特庫普斯，在那裡向西穿過迪斯派奇到達埃滕哈赫。南非客運鐵路局計劃建立一條服務馬瑟韋爾和科加工業開發區的支線。
至於東倫敦線則從東倫敦車站開始，沿著東倫敦–布隆方丹主線路穿過姆丹察內到達柏林。

## 外部連結
- Metrorail official website （页面存档备份，存于）